# Giovanni Battista Grillo
Giovanni Battista Grillo (auch Gianbattisto Grillo * um 1570 in Venedig; † November 1622 ebenda) war ein italienischer Organist und Komponist.

## Leben
Über Jugend und Ausbildung Grillos ist nichts Sicheres bekannt, er ist allerdings als Schüler Claudio Monteverdis in Venedig nachgewiesen. Erstmals erwähnt wurde Grillo im August 1612, anlässlich der Ernennung zum Organisten in der kirchlichen venezianischen Bruderschaft Scuola Grande di San Rocco. 1615 wurde er Organist an der Kirche S. Madonna dell’Orto. Im Dezember 1619 erhielt er den prestigereichen Posten des ersten Organisten an San Marco, bei einem Jahresgehalt von 120 Dukaten. Dass Grillo um 1615 für einige Jahre an der bayrischen Hofkapelle tätig gewesen sein soll, ist allerdings nicht schlüssig belegt. Als Komponist hielt Grillo die strenge polyphone Technik von Giovanni Gabrieli ein, da sich die Schüler Monteverdis neben ihrem Meister dessen Nachahmung um der besseren Erfolgschancen willen versagen mussten.

## Werke (Auswahl)
- Sacri concentus ac symphoniae, 1618 in Venedig veröffentlicht, ist die einzige Sammlung, die ausschließlich Werke Grillos enthält.

Sammelwerke,  in denen weitere Werke Grillos veröffentlicht wurden:
- Il primo libro delle canzonette a 3 voci (Constantino Baselli, 1600)
- Il secondo libro delle canzonette a 3 voci (Constantino Baselli, 1600)
- Un capriccio e due canzoni per 4 strumenti nella raccolta Canzoni per sonare con ogni sorte di stromenti a 4, 5 e 8… libro I  (Alessandro Raveri, 1608)
- Un pezzo in Musica vaga et artificiosa (Romano Micheli, 1615)
- Due mottetti in Symbolae diversorum musicorum, a 2, 3, 4 e 5 voci … (Lorenzo Calvi, 1620)
- Seconda raccolta de sacri canti a 1, 2, 3 e 4 voci, de diversi eccellentissimi autori (Lorenzo Calvi, 1624)